# Mesosa indica
Mesosa indica är en skalbaggsart som beskrevs av Stephan von Breuning 1935. Mesosa indica ingår i släktet Mesosa och familjen långhorningar.
Artens utbredningsområde är:
- Myanmar.
- Sri Lanka.

Inga underarter finns listade i Catalogue of Life.